# Susan Roberts
Susan Elizabeth Roberts, född 21 april 1939 i Johannesburg, är en sydafrikansk före detta simmare.
Roberts blev olympisk bronsmedaljör på 4 x 100 meter frisim vid sommarspelen 1956 i Melbourne.